# 1979年上海
|        | 上海历史 |
| 世紀： | 19世紀上海 \| 20世紀上海 \| 21世紀上海                                                                                     |
| 年代： | 1940年代上海 \| 1950年代上海 \| 1960年代上海 \| 1970年代上海 \| 1980年代上海 \| 1990年代上海 \| 2000年代上海               |
| 年份： | 1975年上海 \| 1976年上海 \| 1977年上海 \| 1978年上海 \| 1979年上海 \| 1980年上海 \| 1981年上海 \| 1982年上海 \| 1983年上海 |
| 紀年： | 己未年（羊年）、上海开埠136周年、上海设市52周年                                                                            |

## 主要官员

### 党委
- 市委第一书记：苏振华→彭冲

### 人大
- 无常设机构，实际由革委会履行职责→人大常委会主任：严佑民[註 1]

### 革委会→政府
- 主任：苏振华→彭冲→市长：彭冲

### 法院
- 院长：关子展[註 2]

### 检察院
- 检察长：（空缺）→秦昆[註 3]

### （党）纪委筹备组，行使纪委职权
- 组长：张祺[註 4]

### 政协
- 主席：彭冲→王一平

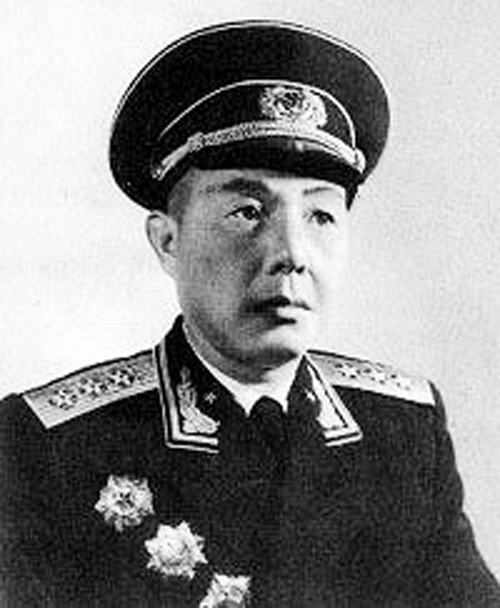
革委会主任、第一书记苏振华